# Franck Esposito
Pour les articles homonymes, voir Esposito.
Franck Esposito, né le 13 avril 1971 à Salon-de-Provence, est un ancien nageur français, reconverti entraineur.
Franck Esposito, surnommé « Titou », a participé à quatre olympiades à partir des Jeux olympiques de Barcelone (1992), jeux au cours desquels il obtiendra son unique médaille olympique : le bronze sur 200 mètres papillon.
En 1993, lors des premiers championnats du monde de natation en petit bassin organisés à Palma de Majorque, il devient champion du monde du 200 m papillon.
En 1998, lors des championnats du monde de Perth, Franck termina 2e du 200 mètres papillon après avoir établi la meilleure performance des championnats en demi-finale.
Malgré plusieurs échecs dans les grands championnats extra européens (Jeux olympiques d'été 2000 et 2004 et  championnats du monde 2001 et 2003), son palmarès et sa longévité en font l'un des meilleurs nageurs français. 
Ainsi, il est le seul nageur français à avoir obtenu 4 titres européens dans une même discipline, celle du 200 mètres papillon, épreuve dont il a longtemps possédé le record du monde en bassin de 25 mètres en 1 min 50 s 73, et le record d'Europe en bassin de 50 mètres en  1 min 54 s 62.
Depuis septembre 2005, il occupe le poste de manager général du Cercle des nageurs d'Antibes. Il y est notamment l'entraîneur de Kévin Lasserre, futur champion de France et champion d'Europe de sauvetage sportif.
Pour les Jeux olympiques de 2008, il rejoint RMC en tant que consultant natation pour la Dream Team RMC, et il collabore aussi avec Canal+.
Il est avec Jean Boiteux le sportif français ayant remporté le plus de titres aux Jeux méditerranéens (suivi par Jacques Degats, Alain Mimoun et Christian d'Oriola, chacun avec quatre titres).
Une piscine porte son nom à Marly-le-Roi, dans le département des Yvelines (78).
En septembre 2021, il quitte le club d'Antibes pour devenir entraîneur au Cercle des nageurs de Marseille.

## Palmarès

### Championnats d'Europe
- Championnats d'Europe 1991 à Athènes (Grèce) :
  -  Médaille d'or du 200 m papillon.
- Championnats d'Europe 1993 à Sheffield (Royaume-Uni) :
  -  Médaille d'argent du 200 m papillon.

## Palmarès complémentaire
- Jeux méditerranéens (1991, Athènes) :
  - 4 × 100 m 4 nages ;
  - 2e du 100 m papillon ;
  - 2e du 200 m papillon.
- Jeux méditerranéens (1993, Agde) :
  - 200 m papillon ;
  - 3e du 100 m papillon.
- Jeux méditerranéens (1997, Bari) :
  - 100 m papillon ;
  - 200 m papillon ;
  - 2e du 4 × 100 m 4 nages.
- Jeux méditerranéens (2001, Tunis) :
  - 100 m papillon ;
  - 200 m papillon ;
  - 3e du 4 × 100 m 4 nages.

- 32 titres de champion de France ;
- 2 records d'Europe au 200 m papillon (bassin de 50 mètres) ;
- 4 records du monde du 200 m papillon (bassin de 25 mètres).